# Chilo pulverata
Chilo pulverata là một loài bướm đêm trong họ Crambidae.